# Teseo uccide il Minotauro
Il Teseo uccide il Minotauro è un dipinto a olio su tavola (38,2x30,8 cm) di Cima da Conegliano, conservato presso il Museo Poldi Pezzoli a Milano.